# Robert Caspary
Johann Xaver Robert Caspary, ou simplesmente Robert Caspary (Königsberg, 29 de janeiro de 1818 — Flatow, 18 de setembro de 1887), foi um botânico alemão. 
Foi professor na Universidade de Königsberg.